# Premio Joan Crexells
El Premio Joan Crexells de narrativa, es un premio literario que otorga el Ateneo Barcelonés a la mejor obra de narrativa en catalán publicada durante el año anterior.
El premio honra la memoria del filósofo, pedagogo y economista Juan Crexells y Vallhonrat (1896-1926), socio de la casa, que murió prematuramente después de haber conseguido una gran fama como intelectual.
El premio, sin dotación económica, consiste en una escultura de Apel·les Fenosa que representa la diosa Atenea y es el galardón decano de los premios literarios instituidos en Cataluña, ya que el Ateneo lo convocó por primera vez en el año 1928.

## Ganadores

### Primera etapa
- 1928 Desierto
- 1929 Joan Puig i Ferreter, por El cercle màgic
- 1930 Miquel Llor, por Laura a la ciutat dels sants
- 1931 Prudenci Bertrana, por L'hereu
- 1932 Josep Maria de Sagarra, por Vida privada
- 1933 Carles Soldevila, por Valentina
- 1934 Maria Teresa Vernet, por Les algues roges
- 1935 Jesús Ernest Martínez Ferrando, por Una dona s'atura al camí
- 1936 Francesc Trabal, por Vals
- 1937 Mercè Rodoreda, por Aloma
- 1938 Noel Clarasó, por Francis de Cer

### Segunda etapa
- 1982 Joan Perucho, por Les aventures del cavaller Kosmas
- 1983 Pere Gimferrer, por Fortuny
- 1984 Pau Faner, por Fins al cel
- 1985 María Barbal, por Pedra de tartera
- 1986 Pere Calders, por Gaeli i l'home de Déu
- 1987 Baltasar Porcel, por Les primaveres i les tardors
- 1988 Jesús Moncada, por Camí de sirga
- 1989 Miquel de Palol, por El jardí dels set crepuscles
- 1990 Miquel Àngel Riera, por Illa Flaubert
- 1991 Jaume Cabré, por Senyoria
- 1992 Robert Saladrigas, por El sol de la tarda
- 1993 Víctor Mora, por La dona dels ulls de pluja
- 1994 Carme Riera, por Dins el darrer blau
- 1995 Maria Mercè Marçal, por La passió segons Renée Vivien
- 1996 Joan Francesc Mira, por Borja Papa
- 1997 Jesús Moncada, por Estremida memòria
- 1998 Martí Domínguez, por Les confidències del comte de Buffon
- 1999 David Castillo, por El cel de l'infern
- 2000 Baltasar Porcel, per El cor del senglar
- 2001 Joan Agut, por El mestre de Taüll
- 2002 Ferran Torrent, por Societat limitada
- 2003 Emili Teixidor, por Pa negre
- 2004 Joan-Lluís Lluís, por El dia de l'ós
- 2005 Joan-Daniel Bezsonoff, por Les amnèsies de Déu
- 2006 Miquel Maria Gibert, por La victòria de la creu
- 2007 Edgar Cantero, por Dormir amb Winona Ryder
- 2008 Joan Francesc Mira, por El professor d'història
- 2009 Vicenç Pagès, por Els jugadors de Whist
- 2010 Antoni Vives, por El somni de Farringdon Road
- 2011 Jaume Cabré, por Jo confesso
- 2012 Josefa Contijoch, por Sense alè[1]
- 2013 Pep Coll, por Dos taüts negres i dos de blancs[2]
- 2014 Manuel Baixauli, por La cinquena planta[3]
- 2015 Joan Benesiu, por Gegants de gel
- 2016 Joan Buades Beltran, por Crusi
- 2017 No se convocó.
- 2018 Melcior Comes, por Sobre la terra impura
- 2019 Toni Sala, por Persecució